# John Rothman
John Rothman (Baltimore (Maryland), 3 juni 1949) is een Amerikaans acteur.

## Biografie
Rothman werd geboren in Baltimore (Maryland) in een gezin van twee kinderen. Hij heeft gestudeerd aan de Wesleyan Universiteit in Middletown (Connecticut) en Yale School of Drama in New Haven (Connecticut).

## Filmografie

### Films
Selectie:
- 2024 Ghostbusters: Frozen Empire - als Roger Delacorte de bibliotheek administrator
- 2019 Bombshell - als Martin Hyman
- 2019 The Report - als senator Sheldon Whitehouse
- 2012 Hitchcock – als accountant
- 2012 Abraham Lincoln: Vampire Hunter – als Jefferson Davis
- 2009 According to Greta – als Edgar
- 2009 Adam – als Beranbaum
- 2008 The Day the Earth Stood Still – als dr. Myron
- 2008 Synecdoche, New York – als tandarts
- 2008 The Accidental Husband – als zakenman
- 2007 Enchanted – als Carl
- 2007 Reservation Road – als minister
- 2006 The Devil Wears Prada – als editor
- 2006 United 93 – als Edward P. Felt
- 2005 Prime – als Jack Bloomberg
- 2004 Taxi – als zakenman
- 2004 I Heart Huckabees – als directielid
- 2004 Welcome to Mooseport – als Stu
- 2003 Daredevil – als advocaat van Quesada
- 1998 The Siege – als congreslid Marshall
- 1997 The Devil's Advocate – als openbaar aanklager Broygo
- 1997 Hostile Waters – als officier
- 1996 Jingle All the Way – als manager van speelgoedwinkel
- 1989 Bloodhounds of Broadway – als Marvin Clay
- 1988 Big – als Phil
- 1987 Hello Again – als gebaarde man
- 1986 Heartburn – als Jonathan Rice
- 1985 The Purple Rose of Cairo – als advocaat van mr. Hirsch
- 1984 Ghostbusters – als Roger Delacorte de bibliotheek medewerker
- 1983 Zelig – als Paul Deghuee
- 1982 Sophie's Choice – als bibliothecaris
- 1980 Stardust Memories – als Jack Abel

### Televisieseries
Uitgezonderd eenmalige gastrollen.
- 2023 Julia - als Alfred Knopf - 2 afl.
- 2023 Painkiller - als Mortimer Sackler - 6 afl.
- 2022 Narcissa - als ?? - 3 afl.
- 2014 - 2019 Law & Order: Special Victims Unit - als rechter Edward Kofax - 5 afl.
- 2015 - 2017 One Mississippi - als Bill - 12 afl.
- 2009 Kings – als minister van financiën – 2 afl.
- 2007 – 2009 Guiding Light – als rechter Joe Green – 4 afl.
- 2001 100 Centre Street – als dr. Diamond – 2 afl.
- 1991 Golden Years – als dr. Ackerman – 3 afl.

## Theaterwerk opBroadway[1]
- 2013 Breakfast at Tiffany's - als sir Arbuck
- 2011 – 2012 Relatively Speaking – als understudy voor dokter / pastoor / Michael / Eddie / Sam Roth / rabbijn Baurnet / dr. Brill
- 2007 Prelude to a Kiss – als oom Fred
- 1990 Some American Abroad – als een Amerikaan
- 1986 – 1987 Social Security – als David Kahn / Martin Heyman

- Bibliothèque nationale de France: cb14222451z (data)
- Gemeinsame Normdatei: 1061601757
- International Standard Name Identifier: 0000 0001 1460 708X
- Library of Congress Control Number: no2003000604
- Nationale Bibliotheek van Tsjechië: xx0310874
- Nationale Bibliotheek van Israël: 987007391828605171
- SNAC: w61m23jh
- Virtual International Authority File: 42052148
- WorldCat: E39PCjwGJRKBMdvP3BrHpr6mbb

1. ↑  (en) Bron theaterwerk Broadway op IBDb